# Direktsaft
Direktsaft (auch Muttersaft) ist eine Art von Fruchtsaft, der nach dem Pressen und Keltern filtriert und im Idealfall sofort abgefüllt wird. Sollte das Abfüllen nicht gleich möglich sein, wird der Saft in großen Tanks steril gelagert, später erhitzt und abgefüllt. Eine Verarbeitung zu Konzentrat und eine spätere Rückverdünnung entfällt bei Direktsäften. Als Direktsaft werden Säfte bezeichnet, die direkt genießbar und wohlschmeckend sind, wie z. B. Orangensaft oder Apfelsaft. Als Fruchtmuttersaft hingegen werden Säfte bezeichnet, bei denen es sich um einen zu 100 % aus der Frucht bestehenden Fruchtsaft handelt, der kelterfrisch oder filtriert vorliegen kann, aber durch einen hohen natürlichen Säuregehalt ausgezeichnet ist, so dass er ohne Zusatz von Wasser und Zucker kaum genießbar ist. Er stellt häufig die Grundlage für Fruchtnektar dar. Bekannte Beispiele für die Verwendung von Fruchtmuttersaft sind Johannisbeer-Nektar, der einen Fruchtsaftgehalt von mindestens 25 % besitzt und dem Wasser und Zucker zugesetzt werden, sowie Sauerkirsch-Nektar mit einem Fruchtsaftgehalt von mindestens 50 %.

## Unterschied zu anderen Säften
Fruchtsäfte werden üblicherweise nach der Kelterung zu Konzentrat eingedickt: Der Hauptbestandteil Wasser wird dem Fruchtsaft so weit wie möglich schonend entzogen, und flüchtige Aromastoffe werden abgetrennt. Der so gewonnene Orangensaft wird beispielsweise unter der Bezeichnung FCOJ (frozen concentrated orange juice) weltweit gehandelt.
Liegen Produktions- und Verkaufsort weit auseinander, ermöglicht der Aufwand der Konzentrierung Gewichts- und Transportkosteneinsparungen. Am Zielort werden Fruchtsaftkonzentrate mit aufbereitetem Trinkwasser auf den ursprünglichen Wassergehalt rückverdünnt. Je nach Verhältnis von Konzentrat zu Wasser entsteht so 100%iger „Saft“ oder ein „Fruchtnektar“ mit bis zu 94%igem Wasseranteil. Aromen und ggf. Vitamine werden hinzugefügt und das Getränk wird abgefüllt.
Durch Verschnitt oder Mischen unterschiedlicher Konzentrate mit verschiedenen Fruchtsäuregehalten und Süßen ist es möglich, einen gleichbleibenden Geschmack im Endprodukt zu erhalten. Naturbedingte Schwankungen in Farbe und Geschmack lassen sich so weitgehend ausgleichen.

## Begriffsherkunft
Die seit langem übliche Fruchtsaftkonzentration mit anschließender Rückverdünnung wird erst in letzter Zeit von Verbrauchern immer stärker wahrgenommen. Da die Konzentrate vor dem Eindicken hocherhitzt (pasteurisiert) werden, um etwaige Keime verlässlich abzutöten, leiden Geschmacksträger und Nährstoffe wie das hitzeempfindliche Vitamin C. Aromen werden dabei abgesondert und bei der Rückverdünnung wieder zugeführt. Um Muttersäfte von rückverdünnten Konzentraten abzugrenzen, hat sich der Begriff Direktsaft eingebürgert, der deutlich macht, dass ein Fruchtsaft direkt nach dem Auspressen abgefüllt wurde. Allerdings wird auch Direktsaft pasteurisiert.

## Rechtslage
Die Bezeichnung „Direktsaft“ ist nicht durch die Verordnung über Fruchtsaft, einige ähnliche Erzeugnisse und Fruchtnektar definiert. Er wird von Herstellern als Qualitätsmerkmal verwendet, um Direktsaft von Fruchtsäften aus Konzentrat (die verpflichtend mit „Hergestellt aus Konzentrat“ gekennzeichnet sein müssen) abzugrenzen.